# Drapelul Nigeriei

Flag ratio: 1:2

Drapelul Nigeriei a fost proiectat în 1959 și arborat oficial pentru prima oară la 1 octombrie, 1960.
Benzile verzi simbolizează pădurile și bogăția naturală a Nigeriei iar albul simbolizează pacea.
Designul a fost realizat de Michael Taiwo Akinkunmi. 